# Polynema australiense
Polynema australiense är en stekelart som beskrevs av Girault 1913. Polynema australiense ingår i släktet Polynema och familjen dvärgsteklar. Inga underarter finns listade i Catalogue of Life.